# Giro del Friuli 2001
Il Giro del Friuli 2001, ventisettesima edizione della corsa, si svolse il 3 settembre 2001 su un percorso di 200 km, con partenza da Buja e arrivo a Gemona del Friuli. La vittoria fu appannaggio dell'italiano Denis Lunghi, che completò il percorso in 4h33'00", alla media di 43,956 km/h, precedendo i connazionali Guido Trenti ed Ellis Rastelli.

## Ordine d'arrivo (Top 10)
| Pos. | Corridore            | Squadra                             | Tempo    |
| ---- | -------------------- | ----------------------------------- | -------- |
| 1    | Denis Lunghi         | Colpack-Astro                       | 4h33'00" |
| 2    | Guido Trenti         | Cantina Tollo-Acqua e Sapone        | a 0'10"  |
| 3    | Ellis Rastelli       | Liquigas-Pata                       | s.t.     |
| 4    | Alexandre Moos       | Phonak Hearing Systems              | s.t.     |
| 5    | Devis Miorin         | Mobilvetta Design-Formaggi Trentini | s.t.     |
| 6    | Cristiano Frattini   | Liquigas-Pata                       | a 1'00"  |
| 7    | Marcel Strauss       | Gerolsteiner                        | s.t.     |
| 8    | Salvatore Commesso   | Saeco                               | a 1'50"  |
| 9    | Gorazd Štangelj      | Liquigas-Pata                       | s.t.     |
| 10   | Alessandro Brendolin | Mobilvetta Design-Formaggi Trentini | a 2'00"  |